# John Hawkes (tennista)
John Bailey Hawkes (Geelong, 7 giugno 1899 – Geelong, 31 marzo 1990) è stato un tennista australiano.

## Carriera
Vanta la vittoria di 7 Australian Championships, uno conquistato individualmente, tre nel doppio e altrettanti nel doppio misto.

## Finali del Grande Slam

### Singolare

#### Vinte (1)
| Anno | Torneo                   | Superficie | Avversario in finale | Punteggio     |
| ---- | ------------------------ | ---------- | -------------------- | ------------- |
| 1926 | Australian Championships | Erba       | James Willard        | 6-1, 6-3, 6-1 |

#### Finali perse (1)
| Anno | Torneo                   | Superficie | Avversario in finale | Punteggio                 |
| ---- | ------------------------ | ---------- | -------------------- | ------------------------- |
| 1927 | Australian Championships | Erba       | Gerald Patterson     | 6-3, 4-6, 6-3, 16-18, 3-6 |

### Doppio

#### Vittorie (3)
| Anno | Torneo                     | Superficie | Compagno         | Avversari in finale            | Punteggio           |
| 1922 | Australasian Championships | Erba       | Gerald Patterson | James Anderson Norman Peach    | 8–10, 6–0, 6–0, 7–5 |
| 1926 | Australasian Championships | Erba       | Gerald Patterson | James Anderson Pat O'Hara Wood | 6–1, 6–4, 6–2       |
| 1927 | Australian Championships   | Erba       | Gerald Patterson | Pat O'Hara Wood Ian McInness   | 8–6, 6–2, 6–1       |

#### Finali perse (4)
| Anno | Torneo                      | Superficie | Compagno         | Avversari in finale                 | Punteggio            |
| 1925 | U.S. National Championships | Erba       | Gerald Patterson | R. Norris Williams Vincent Richards | 2–6, 10–8, 4–6, 9–11 |
| 1928 | Torneo di Wimbledon         | Erba       | Gerald Patterson | Jacques Brugnon Henri Cochet        | 11–13, 4–6, 4–6      |
| 1928 | U.S. National Championships | Erba       | Gerald Patterson | John Hennessey George Lott          | 2–6, 1–6, 2–6        |
| 1930 | Australian Championships    | Erba       | Tim Fitchett     | Jack Crawford Harry Hopman          | 6–8, 1–6, 6–2, 3–6   |

### Doppio misto

#### Vittorie (5)
| Anno | Torneo                      | Superficie | Compagna     | Avversari in finale                | Punteggio |
| 1922 | Australian Championships    | Erba       | Esna Boyd    | Gwen Utz Harold Utz                | 6–1, 6–1  |
| 1925 | U.S. National Championships | Erba       | Kitty McKane | Ermyntrude Harvey Vincent Richards | 6–2, 6–4  |
| 1926 | Australian Championships    | Erba       | Esna Boyd    | Daphne Akhurst James Willard       | 6–1, 6–4  |
| 1927 | Australian Championships    | Erba       | Esna Boyd    | Youtha Anthony James Willard       | 6–1, 6–3  |
| 1928 | U.S. National Championships | Erba       | Helen Wills  | Edith Cross Edgar Moon             | 6–1, 6–3  |

#### Finali perse (2)
| Anno | Torneo                      | Superficie | Compagna     | Avversari in finale                 | Punteggio      |
| 1923 | U.S. National Championships | Erba       | Kitty McKane | Molla Bjurstedt Mallory Bill Tilden | 3–6, 6–2, 8–10 |
| 1928 | Australian Championships    | Erba       | Esna Boyd    | Daphne Akhurst Jean Borotra         | Walkover       |